# Daniel Jasinski
Daniel Jasinski (Bochum, 4 de agosto de 1989) é um atleta alemão, especialista em lançamento de disco.

## Carreira
Daniel Jasinski competiu na Rio 2016, conquistando a medalha de bronze com a marca de 67,05m